# Jermain Defoe
Jermain Defoe, né le 7 octobre 1982 à Beckton dans le borough londonien de Newham, est un ancien footballeur international anglais évoluant au poste d'attaquant.

## Biographie

### Carrière en club
Defoe est repéré par le club de Charlton Athletic qui l'enrôle à l'École Nationale d'Excellence de la FA en 1997. Deux ans plus tard, il prend la décision controversée, à 16 ans, de devenir footballeur professionnel avec le club de West Ham United, à la suite duquel Charlton obtient une indemnisation s'élevant à 1,4 million de livres.
Il est par la suite prêté au club de Bournemouth, en Second Division (D3). Il marque 19 buts en 31 apparitions avec ce club.
Après être revenu à West Ham (pour marquer 14 buts en 39 apparitions) il demande, dans une lettre écrite, à être transféré à la suite de la relégation du club en 2e division disant : « Autant que j'aime West Ham United, je pense que c'est maintenant le bon moment pour moi d'avancer dans ma carrière. Il s'agit là d'une décision de carrière. Je suis très ambitieux et j'ai faim d'atteindre le plus haut niveau de jeu ». Cette lettre attire les critiques des fans et sa demande est rejetée par le club. Defoe présente par la suite ses excuses aux supporteurs. Defoe commence donc la saison 2003-04 avec West Ham. Mais à la suite d'un refus de signer un nouveau contrat et à la suite de plusieurs problèmes de discipline, West Ham accepte une offre de Tottenham lors du mercato hivernal.
Defoe rejoint donc Tottenham en janvier 2004, pour une somme de 6 millions de livres sterling, pouvant passer à 7 millions en fonction des « critères de performance spécifique », plus en échange de Bobby Zamora qui lui rejoint West Ham United. Defoe marque dès son arrivée à Tottenham avec un but pour ses débuts lors de la victoire à domicile 4-3 sur Portsmouth, en février 2004 et il en ajoute six autres durant la saison, ce qui fait un total de sept buts en 15 matches.
Il marque 13 buts en 36 matchs de Premier League lors de la saison 2004-2005, dont un hat-trick lors d'une victoire 5-1 sur Southampton en décembre 2004, et neuf buts en huit matchs de FA Cup et de Coupe de la Ligue. En dépit des spéculations qui le lient à d'autres clubs, Defoe signe un nouveau contrat de quatre ans et demi avec Tottenham en avril 2005. Mais la saison qui suit n'est pas aussi rentable pour Defoe, l'entraîneur des Spurs Martin Jol l'utilisant en rotation avec Robbie Keane. Il est tout de même titularisé lors de 23 matchs et entre en cours de jeu à 13 reprises, marquant neuf buts.
Il remporte le trophée du Meilleur joueur du mois en août 2009.
Le 22 novembre 2009, il inscrit un quintuplé lors de la victoire (9-1) de son équipe face à Wigan.
Il signe à Toronto FC où il inscrit un doublé lors de son premier match pour assurer la victoire à son équipe (2-1), la MLS le nomme donc joueur de la semaine.
Le 16 janvier 2015, il effectue son retour en Premier League en s'engageant avec Sunderland. Jozy Altidore fait lui le chemin inverse. Il inscrit 37 buts en 93 matchs toutes compétitions confondues en l'espace de deux ans et demi sous le maillot des Black Cats.
Le 29 juin 2017, Defoe signe un contrat de trois ans avec Bournemouth, le transfert prenant effet le 1er juillet suivant.
Le 6 janvier 2019, il est prêté pour dix-huit mois aux Glasgow Rangers. Le 25 janvier 2020, le club écossais annonce que Defoe a signé un pré-contrat qui lui permettra de s'engager définitivement avec les Rangers à l'ouverture du marché estival de 2020. Defoe devient définitivement joueur des Rangers à l'issue de son contrat avec Bournemouth, le 30 juin 2020.
Le 24 mars 2022, après 22 ans de carrière, il décide de mettre un terme à sa carrière professionnelle,.

### Carrière internationale
Jermain Defoe honore sa première sélection le 31 mars 2004 lors d'un match amical contre la Suède. Sélectionné parmi les réservistes pour participer à l'Euro 2004, il ne figure pas dans la liste définitive des vingt-trois joueurs qui partent disputer la compétition au Portugal. Après l'Euro, Defoe profite de la blessure de Wayne Rooney pour débuter comme titulaire pour le début des éliminatoires de la Coupe du monde 2006 et il marque son premier but contre la Pologne le 8 septembre 2004 (victoire 2-1). Jermain Defoe n'est pas retenu dans le groupe anglais pour disputer la Coupe du monde 2006, Sven-Göran Eriksson lui préférant le jeune Theo Walcott.
Il participe à la Coupe du monde 2010 durant laquelle il inscrit le seul but marqué par les Anglais face à la Slovénie. Le 16 mai 2012, il est convoqué par le sélectionneur anglais Roy Hodgson dans la liste des vingt-trois joueurs pour disputer l'Euro 2012. Le 16 mars 2017, Defoe est convoqué par Gareth Southgate pour disputer les matchs face à l'Allemagne (match amical) et la Lituanie (éliminatoires de la Coupe du monde 2018). Titularisé contre la Lituanie le 26 mars suivant, Defoe ouvre le score dès la 21e minute de jeu et permet aux Anglais de l'emporter 2-0.

### Reconversion
Le 12 août 2022, le club de Tottenham annonce que Jermain Defoe revient au club pour occuper le poste d'ambassadeur des Spurs. Par ailleurs, le club a aussi communiqué que Defoe fait désormais partie des membres du staff des équipes de jeunes U17 et U21.

## Statistiques

### Statistiques détaillées
| Saison                | Club                   | Championnat             | Championnat | Championnat | Championnat | Coupe nationale | Coupe nationale | Coupe nationale | Coupe de la Ligue | Coupe de la Ligue | Coupe de la Ligue | Supercoupe | Supercoupe | Supercoupe | Compétition(s) continentale(s) | Compétition(s) continentale(s) | Compétition(s) continentale(s) | Compétition(s) continentale(s) | Football League Trophy | Football League Trophy | Football League Trophy | Total | Total | Total |
| Saison                | Club                   | Division                | M.          | B.          | P.d.        | M.              | B.              | P.d.            | M.                | B.                | P.d.              | M.         | B.         | P.d.       | Comp.                          | M.                             | B.                             | P.d.                           | M.                     | B.                     | P.d.                   | M.    | B.    | P.d.  |
| 2000-2001             | West Ham United        | Premier League          | 1           | 0           | 0           | -               | -               | -               | 1                 | 1                 | 0                 | -          | -          | -          | -                              | -                              | -                              | -                              | -                      | -                      | -                      | 2     | 1     | 0     |
| 2001-2002             | West Ham United        | Premier League          | 35          | 10          | 1           | 3               | 4               | -               | 1                 | 0                 | 0                 | -          | -          | -          | -                              | -                              | -                              | -                              | -                      | -                      | -                      | 39    | 14    | 1     |
| 2002-2003             | West Ham United        | Premier League          | 38          | 8           | 6           | 2               | 2               | -               | 2                 | 1                 | 0                 | -          | -          | -          | -                              | -                              | -                              | -                              | -                      | -                      | -                      | 42    | 11    | 6     |
| 2003-2004             | West Ham United        | First Division          | 19          | 11          | 2           | -               | -               | -               | 3                 | 4                 | 0                 | -          | -          | -          | -                              | -                              | -                              | -                              | -                      | -                      | -                      | 22    | 15    | 2     |
| Sous-total            | Sous-total             | Sous-total              | 93          | 29          | 10          | 5               | 6               | -               | 7                 | 6                 | 0                 | -          | -          | -          | -                              | -                              | -                              | -                              | -                      | -                      | -                      | 105   | 41    | 10    |
| 2000-2001             | AFC Bournemouth (prêt) | Second Division         | 29          | 18          | 0           | 1               | 1               | 0               | -                 | -                 | -                 | -          | -          | -          | -                              | -                              | -                              | -                              | 1                      | 0                      | 0                      | 31    | 19    | 0     |
| Sous-total            | Sous-total             | Sous-total              | 29          | 18          | -           | 1               | 1               | 0               | -                 | -                 | -                 | -          | -          | -          | -                              | -                              | -                              | -                              | 1                      | 0                      | 0                      | 31    | 19    | 0     |
| 2003-2004             | Tottenham Hotspur      | Premier League          | 15          | 7           | 0           | -               | -               | -               | -                 | -                 | -                 | -          | -          | -          | -                              | -                              | -                              | -                              | -                      | -                      | -                      | 15    | 7     | 0     |
| 2004-2005             | Tottenham Hotspur      | Premier League          | 35          | 13          | 2           | 5               | 4               | 0               | 4                 | 5                 | 0                 | -          | -          | -          | -                              | -                              | -                              | -                              | -                      | -                      | -                      | 44    | 22    | 2     |
| 2005-2006             | Tottenham Hotspur      | Premier League          | 36          | 9           | 5           | 1               | 0               | 0               | 1                 | 0                 | 0                 | -          | -          | -          | -                              | -                              | -                              | -                              | -                      | -                      | -                      | 38    | 9     | 5     |
| 2006-2007             | Tottenham Hotspur      | Premier League          | 34          | 10          | 1           | 5               | 1               | 0               | 5                 | 4                 | 2                 | -          | -          | -          | C3                             | 5                              | 3                              | 0                              | -                      | -                      | -                      | 49    | 18    | 3     |
| 2007-2008             | Tottenham Hotspur      | Premier League          | 19          | 4           | 1           | 2               | 0               | 0               | 5                 | 1                 | 0                 | -          | -          | -          | C3                             | 5                              | 3                              | 0                              | -                      | -                      | -                      | 31    | 8     | 1     |
| Sous-total            | Sous-total             | Sous-total              | 139         | 43          | 9           | 13              | 5               | 0               | 15                | 10                | 2                 | -          | -          | -          | -                              | 10                             | 6                              | 0                              | -                      | -                      | -                      | 177   | 64    | 11    |
| 2007-2008             | Portsmouth FC          | Premier League          | 12          | 8           | 1           | -               | -               | -               | -                 | -                 | -                 | -          | -          | -          | -                              | -                              | -                              | -                              | -                      | -                      | -                      | 12    | 8     | 1     |
| 2008-2009             | Portsmouth FC          | Premier League          | 19          | 7           | 3           | -               | -               | -               | -                 | -                 | -                 | 1          | 0          | 0          | C3                             | 4                              | 2                              | 1                              | -                      | -                      | -                      | 24    | 9     | 4     |
| Sous-total            | Sous-total             | Sous-total              | 31          | 15          | 4           | -               | -               | -               | -                 | -                 | -                 | 1          | 0          | 0          | -                              | 4                              | 2                              | 1                              | -                      | -                      | -                      | 36    | 17    | 5     |
| 2008-2009             | Tottenham Hotspur      | Premier League          | 8           | 3           | 1           | 1               | 0               | 0               | 1                 | 1                 | 0                 | -          | -          | -          | C3                             | -                              | -                              | -                              | -                      | -                      | -                      | 10    | 4     | 1     |
| 2009-2010             | Tottenham Hotspur      | Premier League          | 34          | 18          | 5           | 7               | 5               | 1               | 2                 | 1                 | 0                 | -          | -          | -          | -                              | -                              | -                              | -                              | -                      | -                      | -                      | 43    | 24    | 6     |
| 2010-2011             | Tottenham Hotspur      | Premier League          | 22          | 4           | 2           | 2               | 2               | 0               | -                 | -                 | -                 | -          | -          | -          | C1                             | 6                              | 3                              | 0                              | -                      | -                      | -                      | 30    | 9     | 2     |
| 2011-2012             | Tottenham Hotspur      | Premier League          | 25          | 11          | 1           | 6               | 3               | 2               | 1                 | 0                 | 0                 | -          | -          | -          | C3                             | 6                              | 3                              | 4                              | -                      | -                      | -                      | 38    | 17    | 7     |
| 2012-2013             | Tottenham Hotspur      | Premier League          | 34          | 11          | 3           | -               | -               | -               | 1                 | 0                 | 0                 | -          | -          | -          | C3                             | 8                              | 4                              | 2                              | -                      | -                      | -                      | 43    | 15    | 5     |
| 2013-2014             | Tottenham Hotspur      | Premier League          | 14          | 1           | 0           | -               | -               | -               | 3                 | 2                 | 3                 | -          | -          | -          | C3                             | 5                              | 7                              | 0                              | -                      | -                      | -                      | 22    | 10    | 3     |
| Sous-total            | Sous-total             | Sous-total              | 137         | 48          | 12          | 16              | 10              | 3               | 8                 | 4                 | 3                 | -          | -          | -          | -                              | 25                             | 17                             | 6                              | -                      | -                      | -                      | 186   | 79    | 24    |
| 2014                  | Toronto FC             | Major League Soccer     | 19          | 11          | 2           | 2               | 1               | 0               | -                 | -                 | -                 | -          | -          | -          | -                              | -                              | -                              | -                              | -                      | -                      | -                      | 21    | 12    | 2     |
| Sous-total            | Sous-total             | Sous-total              | 19          | 11          | 2           | 2               | 1               | 0               | -                 | -                 | -                 | -          | -          | -          | -                              | -                              | -                              | -                              | -                      | -                      | -                      | 21    | 12    | 2     |
| 2015                  | Sunderland AFC         | Premier League          | 17          | 4           | 0           | 2               | 0               | 0               | -                 | -                 | -                 | -          | -          | -          | -                              | -                              | -                              | -                              | -                      | -                      | -                      | 19    | 4     | 0     |
| 2015-2016             | Sunderland AFC         | Premier League          | 33          | 15          | 1           | -               | -               | -               | 1                 | 3                 | 0                 | -          | -          | -          | -                              | -                              | -                              | -                              | -                      | -                      | -                      | 34    | 18    | 1     |
| 2016-2017             | Sunderland AFC         | Premier League          | 37          | 15          | 2           | 2               | 0               | 0               | 1                 | 0                 | 0                 | -          | -          | -          | -                              | -                              | -                              | -                              | -                      | -                      | -                      | 40    | 15    | 2     |
| Sous-total            | Sous-total             | Sous-total              | 87          | 34          | 3           | 4               | 0               | 0               | 2                 | 3                 | 0                 | -          | -          | -          | -                              | -                              | -                              | -                              | -                      | -                      | -                      | 93    | 37    | 3     |
| 2017-2018             | AFC Bournemouth        | Premier League          | 24          | 4           | 1           | -               | -               | -               | 2                 | 0                 | 0                 | -          | -          | -          | -                              | -                              | -                              | -                              | -                      | -                      | -                      | 26    | 4     | 1     |
| 2018-2019             | AFC Bournemouth        | Premier League          | 4           | 0           | 0           | -               | -               | -               | 4                 | 0                 | 1                 | -          | -          | -          | -                              | -                              | -                              | -                              | -                      | -                      | -                      | 8     | 0     | 1     |
| Sous-total            | Sous-total             | Sous-total              | 28          | 4           | 1           | -               | -               | -               | 6                 | 0                 | 1                 | -          | -          | -          | -                              | -                              | -                              | -                              | -                      | -                      | -                      | 34    | 4     | 2     |
| 2018-2019             | Rangers FC (prêt)      | Scottish Premier League | 17          | 8           | 2           | 3               | 0               | 1               | -                 | -                 | -                 | -          | -          | -          | -                              | -                              | -                              | -                              | -                      | -                      | -                      | 20    | 8     | 3     |
| 2019-2020             | Rangers FC (prêt)      | Scottish Premier League | 20          | 13          | 0           | 2               | 1               | 0               | 3                 | 1                 | 0                 | -          | -          | -          | C3                             | 7                              | 2                              | 0                              | -                      | -                      | -                      | 32    | 17    | 0     |
| 2020-2021             | Rangers FC             | Scottish Premier League | 15          | 4           | 1           | 2               | 1               | 0               | 2                 | 1                 | 0                 | -          | -          | -          | C3                             | 1                              | 1                              | 1                              | -                      | -                      | -                      | 20    | 7     | 2     |
| 2021-2022             | Rangers FC             | Scottish Premier League | 1           | 0           | 0           | -               | -               | -               | -                 | -                 | -                 | -          | -          | -          | C3                             | 0                              | 0                              | 0                              | -                      | -                      | -                      | 1     | 0     | 0     |
| Sous-total            | Sous-total             | Sous-total              | 53          | 25          | 3           | 7               | 2               | 1               | 5                 | 2                 | 0                 | -          | -          | -          | -                              | 8                              | 3                              | 1                              | -                      | -                      | -                      | 73    | 32    | 5     |
| Total sur la carrière | Total sur la carrière  | Total sur la carrière   | 616         | 227         | 44          | 48              | 25              | 4               | 43                | 25                | 6                 | 1          | 0          | 0          | -                              | 47                             | 28                             | 8                              | 1                      | 0                      | 0                      | 756   | 305   | 62    |

### Buts internationaux
| Buts en sélection de Jermain Defoe | Buts en sélection de Jermain Defoe | Buts en sélection de Jermain Defoe         | Buts en sélection de Jermain Defoe | Buts en sélection de Jermain Defoe | Buts en sélection de Jermain Defoe | Buts en sélection de Jermain Defoe      |
| #                                  | Date                               | Lieu                                       | Adversaire                         | Score                              | Résultats                          | Compétitions                            |
| ---------------------------------- | ---------------------------------- | ------------------------------------------ | ---------------------------------- | ---------------------------------- | ---------------------------------- | --------------------------------------- |
| 1                                  | 8 septembre 2004                   | Silesian Stadium, Chorzów                  | Pologne                            | 1-0                                | 2-1                                | Éliminatoires de la Coupe du monde 2006 |
| 2                                  | 2 septembre 2006                   | Old Trafford, Manchester                   | Andorre                            | 3-0                                | 5-0                                | Éliminatoires Euro 2008                 |
| 3                                  | 2 septembre 2006                   | Old Trafford, Manchester                   | Andorre                            | 4-0                                | 5-0                                | Éliminatoires Euro 2008                 |
| 4                                  | 1er juin 2008                      | Hasely Crawford Stadium, Port of Spain     | Trinité-et-Tobago                  | 2-0                                | 3-0                                | Match amical                            |
| 5                                  | 1er juin 2008                      | Hasely Crawford Stadium, Port of Spain     | Trinité-et-Tobago                  | 3-0                                | 3-0                                | Match amical                            |
| 6                                  | 11 octobre 2008                    | Stade de Wembley, Londres                  | Kazakhstan                         | 5-1                                | 5-1                                | Éliminatoires de la Coupe du monde 2010 |
| 7                                  | 10 juin 2009                       | Stade de Wembley, Londres                  | Andorre                            | 4-0                                | 6-0                                | Éliminatoires de la Coupe du monde 2010 |
| 8                                  | 10 juin 2009                       | Stade de Wembley, Londres                  | Andorre                            | 5-0                                | 6-0                                | Éliminatoires de la Coupe du monde 2010 |
| 9                                  | 12 août 2009                       | Amsterdam Arena, Amsterdam                 | Pays-Bas                           | 1-2                                | 2-2                                | Match amical                            |
| 10                                 | 12 août 2009                       | Amsterdam Arena, Amsterdam                 | Pays-Bas                           | 2-2                                | 2-2                                | Match amical                            |
| 11                                 | 5 septembre 2009                   | Stade de Wembley, Londres                  | Slovénie                           | 2-0                                | 2-1                                | Match amical                            |
| 12                                 | 23 juin 2010                       | Nelson Mandela Bay Stadium, Port Elizabeth | Slovénie                           | 1-0                                | 1-0                                | Coupe du monde 2010                     |
| 13                                 | 3 septembre 2010                   | Stade de Wembley, Londres                  | Bulgarie                           | 1-0                                | 4-0                                | Éliminatoires Euro 2012                 |
| 14                                 | 3 septembre 2010                   | Stade de Wembley, Londres                  | Bulgarie                           | 2-0                                | 4-0                                | Éliminatoires Euro 2012                 |
| 15                                 | 3 septembre 2010                   | Stade de Wembley, Londres                  | Bulgarie                           | 4-0                                | 4-0                                | Éliminatoires Euro 2012                 |
| 16                                 | 15 août 2012                       | Stade du Wankdorf, Berne                   | Italie                             | 2-1                                | 2-1                                | Match amical                            |
| 17                                 | 7 septembre 2012                   | Zimbru Stadium, Chișinău                   | Moldavie                           | 3-0                                | 5-0                                | Éliminatoires de la Coupe du monde 2014 |
| 18                                 | 22 mars 2013                       | Stadio Olimpico, Saint Marin               | Saint-Marin                        | 3-0                                | 8-0                                | Éliminatoires de la Coupe du monde 2014 |
| 19                                 | 22 mars 2013                       | Stadio Olimpico, Saint Marin               | Saint-Marin                        | 8-0                                | 8-0                                | Éliminatoires de la Coupe du monde 2014 |
| 20                                 | 26 mars 2017                       | Stade de Wembley, Londres                  | Lituanie                           | 1-0                                | 2-0                                | Éliminatoires Coupe du monde 2018       |

## Palmarès

### En club
- Rangers FC
  - Champion d'Écosse en 2021.
  - Vice-champion d'Écosse en 2019 et 2020.
  - Finaliste de la Coupe de la Ligue écossaise en 2019.